# Gorm Bretteville
Pour les articles homonymes, voir Bretteville.
Gorm Bretteville, né le 24 avril 1939 à Sarpsborg, est un joueur de squash représentant la Norvège. Il est champion de Norvège en 1979 et 1980. 

## Biographie
Gorm Bretteville naît à Sarpsborg et grandit à Trondheim. Il est formé comme médecin et chirurgien en Écosse, où il commence également à jouer au squash. Il reçoit une formation spécialisée en chirurgie plastique au Danemark. Il est affilié au Rikshospitalet de 1976 à 1992 et il crée ensuite un cabinet privé de chirurgie plastique à Oslo.
Lorsque le championnat de Norvège de squash est instauré en 1979, Gorm Bretteville remporte les deux premières éditions en simple.

## Palmarès

### Titres
- Championnats de Norvège: 2 titres (1979, 1980)